# Ервін Задор
Ервін Задор (угор. Zádor Ervin; 7 червня 1935, Будапешт, Угорське королівство — 28 квітня 2012, Лінден, штат Каліфорнія, США) — угорський ватерполіст і тренер з плавання в США, чемпіон літніх Олімпійських ігор у Мельбурні (1956). Учасник півфінального матчу зі збірною СРСР, який отримав назву «Кров у басейні».

## Спортивна біографія
Займатись плаванням Ервін почав у одинадцятирічному віці. В п'ятнадцять років, після ушкодження коліна в результаті аварії на мотоциклі, серйозно зайнявся водним поло під керівництвом Кароля Зіття. У 1954 році — чемпіон Угорщини з водного поло (команда суднобудівного заводу Георгіу-Деж).
В двадцять один рік став членом національної збірної Угорщини з водного поло, яка у півфіналі Олімпійського турніру завдала поразки збірній СРСР з рахунком 4:0. Через те, що матч проходив після придушення радянськими військами антикомуністичного повстання в Угорщині, він вийшов дуже напруженим. Радянський ватерполіст Валентин Прокопов, після словесної перепалки з Задором, завдав йому удару кулаком і розсік шкіру над правим оком угорця, що викликало у того сильну кровотечу. Незважаючи на це, угорський спортсмен продовжив гру, залишаючи за собою кривавий слід у басейні. Глядачі влаштували збірній СРСР обструкцію, і за хвилину до фінального свистка вона була дискваліфікована. У фіналі угорці виграли у збірної Югославії з рахунком 2:1 і стали олімпійськими чемпіонами.
Відразу ж після закінчення Олімпіади половина гравців збірної Угорщини, у тому числі й Задор, попросила політичного притулку на Заході. Угорські ватерполісти на запрошення Національного олімпійського комітету США здійснили місячне турне по Сполученим Штатам, після чого більшість з них, в тому числі і Ервін Задор, там і залишились. Ервін виявився єдиним, хто взагалі, навіть після повалення комуністичного режиму у 1989, не повернувся на Батьківщину. Працював тренером з плавання у США, серед його підопічних був юний Марк Спітц.

## Цікаві факти
Ервін Задор став прототипом одного з персонажів фільму американського режисера Коліна К. Грея «Шаленство свободи», про гру збірної Угорщини на Мельбурнській олімпіалі.
У 2006 році він відмовився приїхати в Будапешт на 50-річний ювілей Угорської революції, заявивши, що не хоче отримувати нагороду від уряду, в який входять люди, що були до 1989 року активними комуністами.